# Uggla flyttar in
Uggla flyttar in är ett TV-program i TV4 från 2014, där Magnus Uggla flyttar in och bor på olika ställen, både hos berömda människor och hos personer som inte är kända för allmänheten. Det sändes ursprungligen mellan 1 oktober och 5 november 2014.

## Avsnitt
| Avsnitt | Besök                         | Sändningsdatum  | Källa |
| ------- | ----------------------------- | --------------- | ----- |
| 1       | Cirkus                        | 1 oktober 2014  | [ 2 ] |
| 2       | Seniorboende, Södermalm       | 8 oktober 2014  | [ 3 ] |
| 3       | Olle Ljungström, Gräfsnäs     | 15 oktober 2014 | [ 4 ] |
| 4       | Lasse Vedam Knutsson, Rättvik | 22 oktober 2014 | [ 5 ] |
| 5       | Kapucinermunkarna, Angered    | 29 oktober 2014 | [ 6 ] |
| 6       | Eksjö Ingenjörsregemente      | 5 november 2014 | [ 7 ] |